# تاريخ البابوية

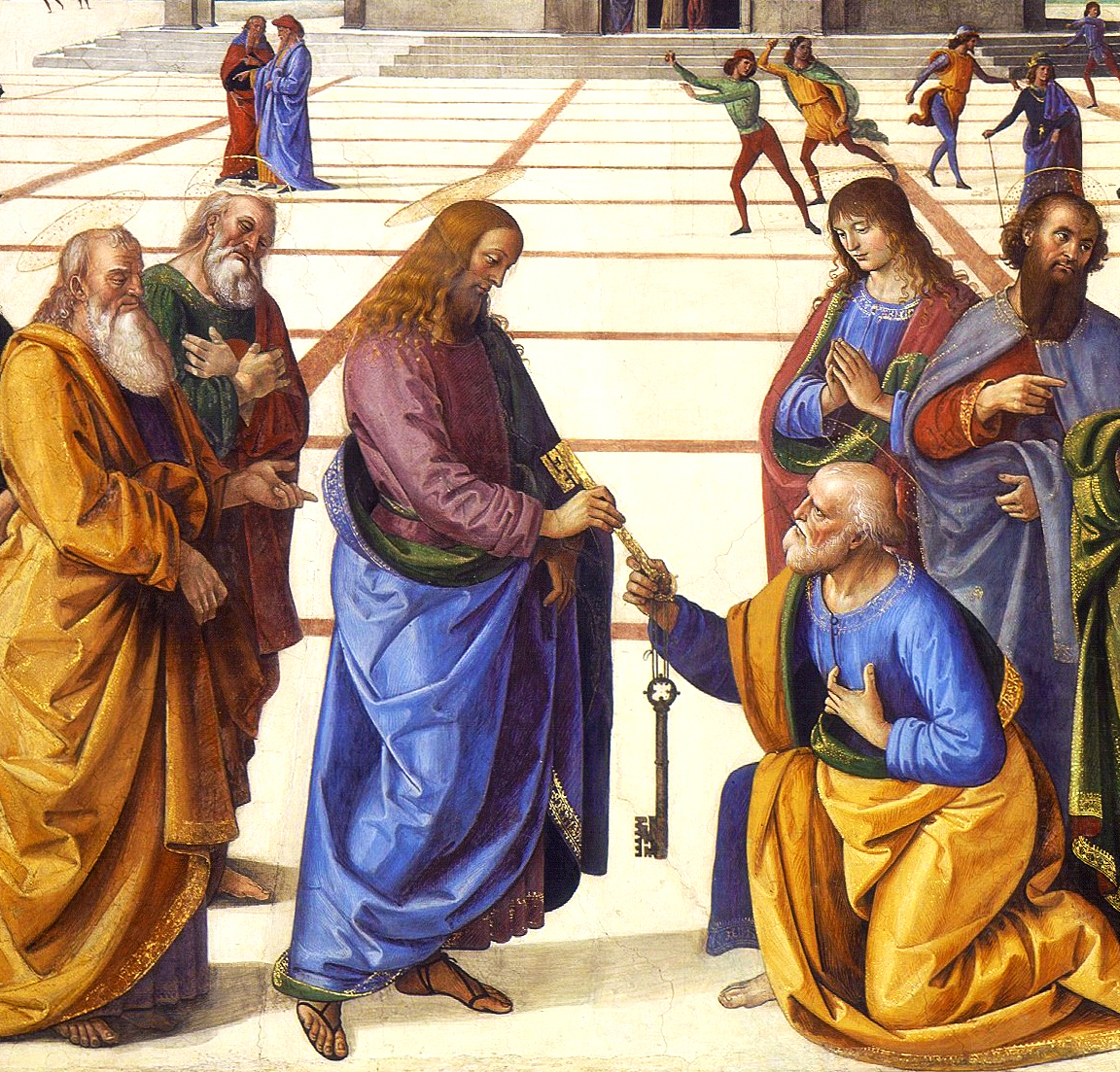
يعدّ البابوات خلفاء للقديس بطرس (الذي يظهر هنا جاثمًا على ركبته) طبقًا للعقيدة الكاثوليكيَّة.

وفقًا للعقيدة الكاثوليكية يمتد تاريخ البابوية، وهو المنصب الذي يشغله البابا بصفته رئيس الكنيسة الرومانية الكاثوليكية، منذ زمن بطرس وحتى يومنا هذا.
لم يتمتع أساقفة روما خلال عهد المسيحية المبكرة بأي سلطة دنيوية للكرسي الرسولي حتى زمن قسطنطين العظيم. تأثرت البابوية بالحكام المؤقتين لشبه الجزيرة الإيطالية المحيطة، بعد سقوط الإمبراطورية الرومانية الغربية («العصور الوسطى»، نحو عام 476)؛ عُرفت هذه الفترات باسم بابوية القوط الشرقيين والبابوية البيزنطية والبابوية الإفرنجية. وَحّدت البابوية مع مرور الوقت مطالبها الإقليمية في جزء من شبه الجزيرة المعروفة باسم الدولة البابوية. استُبدل دور الملوك المجاورين بعد ذلك بعائلات رومانية قوية خلال عصر الساكولوم (العصور الظلامية)، وعصر الهلال، وبابوية توسكولوم.
واجهت البابوية منذ عام 1048 وحتى عام 1257، صراعًا متزايدًا مع قادة وكنائس الإمبراطورية الرومانية المقدسة والإمبراطورية البيزنطية (الإمبراطورية الرومانية الشرقية). وبلغ الصراع ذروته مع الأخيرة، إذ تجسد في الانشقاق العظيم بين الشرق والغرب، وانقسام المسيحية الغربية عن المسيحية الشرقية. أقام البابا منذ عام 1257 وحتى عام 1377، على الرغم من وجود أسقف روما، في بابوية فيتربو وأورفيتو وبيروغيا، ثم أفينيون. أعقب عودة الباباوات إلى روما بعد بابيني أفيغنيون، الانشقاق الغربي: تقسيم الكنيسة الغربية إلى اثنتين، ولفترة من الزمن، ثلاثة بابويين متنافسين مطالبين.
يُعرف عصر النهضة البابوية باهتماماته الفنية والمعمارية، وتوغله في سياسات القوة الأوروبية، والتحديات اللاهوتية للسلطة البابوية. قاد الإصلاح البابوي والإصلاح الباروكي الكنيسة الكاثوليكية، وذلك بعد بدء الإصلاح البروتستانتي من خلال الإصلاح المضاد. شهد الباباوات خلال عصر الثورة الفرنسية والثورات التي تلت ذلك في جميع أنحاء أوروبا، أكبر مصادرة للثروة في تاريخ الكنيسة. أسفرت المسألة الرومانية، الناشئة عن توحيد إيطاليا، إلى فقدان الدول البابوية وإنشاء مدينة الفاتيكان.

## خلال عهد الإمبراطورية الرومانية (حتى عام 493)

### المسيحية المبكرة
يتعرف الكاثوليك والأرثوذكس على البابا بصفته خليفة القديس بطرس، والأسقف الأول لروما. تتحدث التصريحات الرسمية للكنيسة عن الباباوات باعتبارهم يحتفظون داخل كلية الأساقفة بمنصب يشبه ذلك الذي شغله بطرس في «كلية» تلاميذ المسيح، المُسمى أمير التلاميذ، والتي يُنظر إليها من قبل البعض أنها خليفة كلية الأساقفة.

تُعرّف على البابا القديس كليمنت الأول، أول آباء الكنيسة، بصفته كليمنت الفيلبي. تُعتبر رسالته إلى أهل كورنثوس «المثال الأول والمعروف لممارسة وقبول» السلطة الكنسية البابوية. عندما كان القديس يوحنا بن زبدي لا يزال حياً، أمر كليمنت بأن يحافظ الكورينثيانزيين على الوحدة مع بعضهم البعض، وأن يُنهى الانشقاق الذي قسّم الكنيسة في تلك المنطقة. كانت هذه الرسالة البابوية الصادرة عن كليمنت موضع تقدير، إذ اعتبرها البعض جزءًا من شريعة العهد الجديد، وما زالت الكنيسة الأرثوذكسية الإثيوبية تحتفظ بها على هذا النحو حتى يومنا هذا. يشير ديونيسيوس، أسقف كورينثيانز، الذي كتب لاحقًا إلى البابا سوتر «بمثابة أب لأبنائه»، إلى خطاب البابا كليمنت قائلًا:
«اليوم احتفظنا بيوم الرب المقدس، الذي قرأنا فيه رسالتكم، والتي سنمتلكها دومًا لنقرأها وننصح بها، حتى الرسالة السابقة التي كتبها لنا كليمنت ...».
ينكر الكثيرون أن بطرس، وأولئك الذين زعموا أنهم خلفاؤه المباشرين، كانوا يتمتعون بسلطة عليا مُعترف بها عالمياً على جميع الكنائس المبكرة، مُشيرين بدلاً من ذلك إلى أن أسقف روما كان «الأول بين أنداده»، مثلما ذكر بطريرك الكنيسة الأرثوذكسية في القرن الثاني الميلادي ومرة أخرى في القرن الحادي والعشرين. ومع ذلك، فإن ما يجب أن يتخذه هذا الشكل هو مسألة جدال ونزاع، حتى يومنا هذا، بين الكنائس الكاثوليكية والأرثوذكسية، التي كانت كنيسة واحدة على الأقل للمجالس المسكونية السبعة الأولى وحتى الانقسام الرسمي على الأسبقية البابوية في عام 1054.